# Seleção Belga de Voleibol Masculino
A seleção belga de voleibol masculino é uma equipe europeia composta pelos melhores jogadores de voleibol da Bélgica. A equipe é mantida pela Federação Real Belga de Voleibol (em neerlandês:  Koninklijk Belgisch Volleybalverbond / em francês:  Fédération royale belge de Volley-Ball, FRBVB). Encontra-se na 22ª posição do ranking mundial da FIVB segundo dados de 18 de setembro de 2023.

## Resultados obtidos nos principais campeonatos

### Jogos Olímpicos
| Ano  | Sede             | Classificação |
| ---- | ---------------- | ------------- |
| 1968 | Cidade do México | 8º            |

### Campeonato Mundial
| Ano  | Sede              | Classificação |
| ---- | ----------------- | ------------- |
| 1949 | Tchecoslováquia   | 9º            |
| 1956 | França            | 17º           |
| 1962 | União Soviética   | 21º           |
| 1966 | Tchecoslováquia   | 14º           |
| 1970 | Bulgária          | 8º            |
| 1974 | México            | 11º           |
| 1978 | Itália            | 18º           |
| 2014 | Polónia           | 17º           |
| 2018 | Bulgária / Itália | 10º           |

### Copa do Mundo
A seleção belga nunca participou da Copa do Mundo.

### Copa dos Campeões
A seleção belga nunca participou da Copa dos Campeões.

### Liga das Nações
A seleção belga nunca participou da Liga das Nações.

### Liga Mundial
| Ano  | Sede           | Classificação |
| ---- | -------------- | ------------- |
| 2014 | Florença       | 11º           |
| 2015 | Rio de Janeiro | 12º           |
| 2016 | Cracóvia       | 9º            |
| 2017 | Curitiba       | 7º            |

### Campeonato Europeu
| Ano  | Sede                                            | Classificação |
| ---- | ----------------------------------------------- | ------------- |
| 1948 | Itália                                          | 5º            |
| 1951 | França                                          | 6º            |
| 1955 | Roménia                                         | 12º           |
| 1958 | Tchecoslováquia                                 | 17º           |
| 1963 | Roménia                                         | 13º           |
| 1967 | Turquia                                         | 12º           |
| 1971 | Itália                                          | 10º           |
| 1975 | Iugoslávia                                      | 12º           |
| 1979 | França                                          | 11º           |
| 1987 | Bélgica                                         | 7º            |
| 2007 | Rússia                                          | 10º           |
| 2011 | Áustria / Chéquia                               | 13º           |
| 2013 | Dinamarca / Polónia                             | 7º            |
| 2015 | Bulgária / Itália                               | 10º           |
| 2017 | Polónia                                         | 4º            |
| 2019 | Bélgica / Eslovênia / França / Países Baixos    | 9º            |
| 2021 | Chéquia / Estónia / Finlândia / Polónia         | 18º           |
| 2023 | Bulgária / Israel / Itália / Macedônia do Norte | 14º           |

### Challenger Cup
| Ano  | Sede  | Classificação |
| ---- | ----- | ------------- |
| 2024 | Linyi | 2º            |

### Liga Europeia
| Ano  | Sede         | Classificação |
| ---- | ------------ | ------------- |
| 2007 | Portimão     | 12º           |
| 2009 | Portimão     | 5º            |
| 2011 | Košice       | 6º            |
| 2013 | Marmaris     | 1º            |
| 2018 | Karlovy Vary | 6º            |
| 2019 | Tallinn      | 6º            |
| 2021 | Kortrijk     | 4º            |
| 2022 | Varaždin     | 7º            |
| 2023 | Zadar        | 7º            |
| 2024 | Osijek       | 5º            |

### Jogos Europeus
| Ano  | Sede | Classificação |
| ---- | ---- | ------------- |
| 2015 | Bacu | 9º            |

## Medalhas
| Evento             | Ouro | Prata | Bronze | Total |
| ------------------ | ---- | ----- | ------ | ----- |
| Jogos Olímpicos    | 0    | 0     | 0      | 0     |
| Campeonato Mundial | 0    | 0     | 0      | 0     |
| Copa do Mundo      | 0    | 0     | 0      | 0     |
| Copa dos Campeões  | 0    | 0     | 0      | 0     |
| Liga das Nações    | 0    | 0     | 0      | 0     |
| Liga Mundial       | 0    | 0     | 0      | 0     |
| Campeonato Europeu | 0    | 0     | 0      | 0     |
| Challenger Cup     | 0    | 1     | 0      | 1     |
| Liga Europeia      | 1    | 0     | 0      | 1     |
| Jogos Europeus     | 0    | 0     | 0      | 0     |
| Total              | 1    | 1     | 0      | 2     |

## Elenco atual
Atletas convocados para integrar a seleção belga na Liga Europeia de 2022.
Técnico:  Emanuele Zanini
| Camisa | Nome                | Posição    | Altura (m) | Peso (kg) | Clube atual                |
| ------ | ------------------- | ---------- | ---------- | --------- | -------------------------- |
| 7      | Lennert Van Elsen   | central    | 2,02       | 73        | BDO Haasrode Leuven        |
| 10     | Mathijs Desmet      | ponteiro   | 1,98       | 89        | Kione Padova               |
| 11     | Seppe Van Hoyweghen | levantador | 1,98       | 80        | Decospan Volley Team Menen |
| 12     | Seppe Rotty         | ponteiro   | 1,90       | 70        | Knack Volley Roeselare     |
| 13     | Elias Thys          | central    | 2,01       | 85        | VC Greenyard Maaseik       |
| 19     | Simon Peeters       | ponteiro   | 1,92       | 80        | BDO Haasrode Leuven        |
| 20     | Robbe Van de Velde  | ponteiro   | 1,94       | 77        | Lindemans Aalst            |
| 21     | Lou Kindt           | oposto     | 2,03       | 86        | Decospan Volley Team Menen |
| 22     | Liam McCluskey      | levantador | 1,90       | 90        | Active Living Orion        |
| 23     | Ferre Reggers       | oposto     | 1,98       | 85        | VC Greenyard Maaseik       |
| 24     | Bert Dufraing       | líbero     | 1,91       | 69        | BDO Haasrode Leuven        |
| 26     | Martin Perin        | líbero     | 1,85       | 68        | VC Greenyard Maaseik       |
| 30     | Basil Dermaux       | oposto     | 1,97       | 88        | Decospan Volley Team Menen |